# Neighbors (singolo)
Neighbors è un singolo del rapper statunitense J. Cole, pubblicato il 25 aprile 2017 come secondo estratto dal suo quarto album in studio 4 Your Eyez Only.

## Antefatti
Il brano è stato registrato al Sheltuh in Carolina del Nord e agli Electric Lady Studios di New York ed è stata scritta e prodotta da Cole stesso. Durante un'intervista con Complex, il produttore discografico della Dreamville Records Elite ha raccontato i fatti che hanno portato al brano:
(Elite a Complex)

## Descrizione
Il brano contiene campionamenti da Forbidden Fruit di J. Cole e Kendrick Lamar dal secondo album in studio di Cole Born Sinner, che a sua volta campiona Mystic Brew di Ronnie Foster.

## Video musicale
Il video musicale del singolo, pubblicato il 1º maggio 2017, contiene solo il primo verso del brano ed è composto dalle immagini delle telecamere di sorveglianza del Sheltuh che ritraggono la squadra SWAT sfondare la porta e entrare a perquisire lo spazio.

## Tracce
Testi e musiche di Jermaine Cole.
1. Neighbors – 3:36

## Classifiche
| Classifica (2017) | Posizione massima |
| ----------------- | ----------------- |
| Canada            | 17                |
| Regno Unito       | 54                |
| Stati Uniti       | 13                |
| Svizzera          | 96                |